# 馬可 (福音書作者)
馬可或譯马尔谷（拉丁語：Mārcus，12年—68年4月25日），唐朝景教漢譯為摩矩辭法王，新約人物，一般相信他是《马可福音》的作者，為耶穌七十門徒之一。
圣马尔谷的瞻礼日在4月25日，他的象征是獅鷲。

## 教会传统与文献记载
傳統上相信，《新約》中的約翰·馬可／若望·馬爾谷，就是指圣马可。天主教視他是一位聖人，稱為聖若望·馬爾谷。但是這在古代教父中仍有爭議，如羅馬的主教圣希玻里的著作中，認圣马可，與約翰·馬可、巴拿巴的亲戚马可是三个不同人物。按照圣希玻里的意见，这三位马可都属于耶稣派往犹太传教的七十门徒。由此推断，当耶稣解释他的圣体是“真正可吃的”，他的圣血是“真正可饮的”时，许多门徒离开了他，馬爾谷大概也在其内。之后，他在宗徒伯多禄的引导下，重拾信心，成了伯多禄的帮手，并写下了馬爾谷福音。
根据史学家游社博的记载（Eccl. Hist. 2.9.1–4），黑落德·阿格黎帕一世统治犹太全省的第一年（公元41年）里，杀害了载伯德的儿子雅各伯并抓捕了伯多禄，计划于逾越节之后也将其杀害。之后伯多禄被天使所救，逃离了黑落德的势力范围。伯多禄随后去了安条克，再经过小亚细亚（到访了位于本都、加拉太、卡帕多细亚、亚细亚行省、比提尼亚与本都的行省教会），于克劳狄一世在位第二年（公元42年）到达了罗马（Eccl, Hist. 2.14.6）。在此途中，伯多禄邀请了马可与他一起，做他的旅伴和翻译者。圣馬爾谷于是记录下了伯多禄的讲道词，因此马可写下福音（8Eccl. Hist. 15–16)，应是在他于公元43年离开罗马前往亚历山大港之前。
在公元49年，即耶稣升天后19年，馬爾谷到达了亚历山大港，并建立了亚历山大教会──馬爾谷成为了亚历山大第一任主教（牧首），并被尊为非洲基督教会的建立者。
根据游社博所记（Eccl. Hist. 2.24.1），马可的主教职位由圣亚热诺（St. Annianus）接任，时于尼禄在位第八年（62年或63年），这有可能是因为马可的殉难。但是之后的科普特传统上认为马可是在68年殉道的。
馬爾谷被确信是于耶穌在革责玛尼园被逮捕当晚，那个落下衣服、赤身逃走的少年。
科普特正教会确定聖馬爾谷与若望·马尔谷为同一人，并叙述了在耶稣受难后，众位门徒留在马可楼中，以及复活后的耶稣在马可家中显现，还有在五旬节时圣神降临于门徒也在马可家中。甚至，马可被认为是加纳婚宴上招待客人的侍者中的一人。

## 传教经过
在宗徒圣保禄第一次出外传教时，他与圣巴拿巴由耶路撒冷回到安条克，马可随他们同往塞浦路斯。过了一段时间，马可回到了耶路撒冷。因此，当保禄与巴尔纳伯准备第二次出外传教时，巴尔纳伯愿意也带马可去，但保禄认为不应该带他去，因为马可在旁非利亚离开了他们。两人起了争执，于是巴尔纳伯带着马可去了塞浦路斯，保禄带了息拉去了叙利亚和基里基雅。
尽管如此，巴尔纳伯及马可和保禄分离后，不久后又成了保禄的好朋友。
圣保禄被捕后，首次解往罗马时，马可随侍左右。圣保禄第二次在罗马被囚禁时，殉道前不久，致书给弟茂德，嘱他带马可同行。
圣马可与圣伯多禄之间有着很密切的关系，如前面几段所叙述。伯多禄在罗马写信给信友，称马可为“我儿马可”。

## 殉道与圣髑下落
关于圣马可殉道的时间尚不确定，有可能是在公元68年或者公元74年。

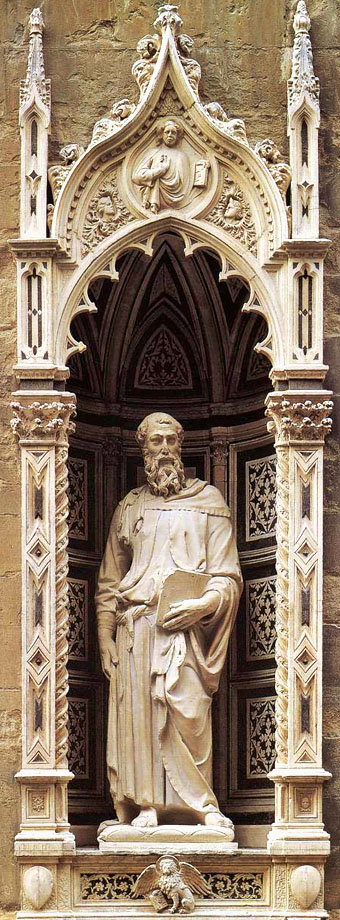
圣马可雕像，由多那太罗所作，位于佛罗伦萨圣弥额尔教堂

关于圣马可的圣髑，起初被放置在亚历山大港。在828年，部分被相信是圣马可圣髑的骨骸被威尼斯的商人从亚历山大港偷出， 这样的事情在当時可能会引起了严重的政治性后果。当圣髑到达威尼斯时，当时的总督为此建立了一座教堂来保存圣髑，这就是最初的圣马可教堂。
在1063年，在将圣马可教堂扩建为宗座圣殿时，发现圣马可的圣髑已遗失。然而，根据传说，于1094年，圣人自己显现指明了他遗体的具体位置。 新发现的圣髑被放置在圣殿的石棺内。
1968年，教宗保禄六世将圣马可的部分圣髑归还给科普特正教会牧首亚历山大的济利禄六世。

### 引用
1. 1 2 3  . Coptic Orthodox Church Network.   [21 November 2012]. （原始内容存档于2018-12-26）. （页面存档备份，存于）
2. ↑  .   [2014-05-08]. （原始内容存档于2021-02-27）. （页面存档备份，存于）
3. ↑  Senior, Donald P., , Ferguson, Everett  (编),  2nd, New York and London: Garland Publishing, Inc.: 720, 1998, ISBN 0-8153-3319-6
4. ↑  宗12:12；12:25；13:5；13:13-14；15:37-40
5. ↑  Hippolytus. . .   [2014-05-08]. （原始内容存档于2021-05-07）.
6. ↑  若6:44-66
7. ↑  伯前1:1
8. ↑  Finegan, Jack. . Peabody, MA: Hendrickson. 1998: 374. ISBN 978-1-56563-143-4.
9. ↑  参见宗15:39-41
10. ↑  . Berkley Center for Religion, Peace, and World Affairs.   [2011-12-14]. （原始内容存档于2011-12-20）. （页面存档备份，存于） See drop-down essay on "Islamic Conquest and the Ottoman Empire"
11. ↑  Bunson, Matthew; Bunson, Margaret; Bunson, Stephen. . Huntington, Indiana: Our Sunday Visitor Publishing Division. 1998: 401. ISBN 0-87973-588-0.
12. 1 2  .   [1 March 2013]. （原始内容存档于2011-09-25）. （页面存档备份，存于）
13. ↑  .   [2014-05-09]. （原始内容存档于2020-10-08）. （页面存档备份，存于）
14. ↑  .   [2014-05-09]. （原始内容存档于2020-10-08）. （页面存档备份，存于）
15. ↑  .   [2014-05-09]. （原始内容存档于2020-10-08）. （页面存档备份，存于）
16. ↑  参见宗徒大事录12:6-17，25；15:36-41；谷14:51-52

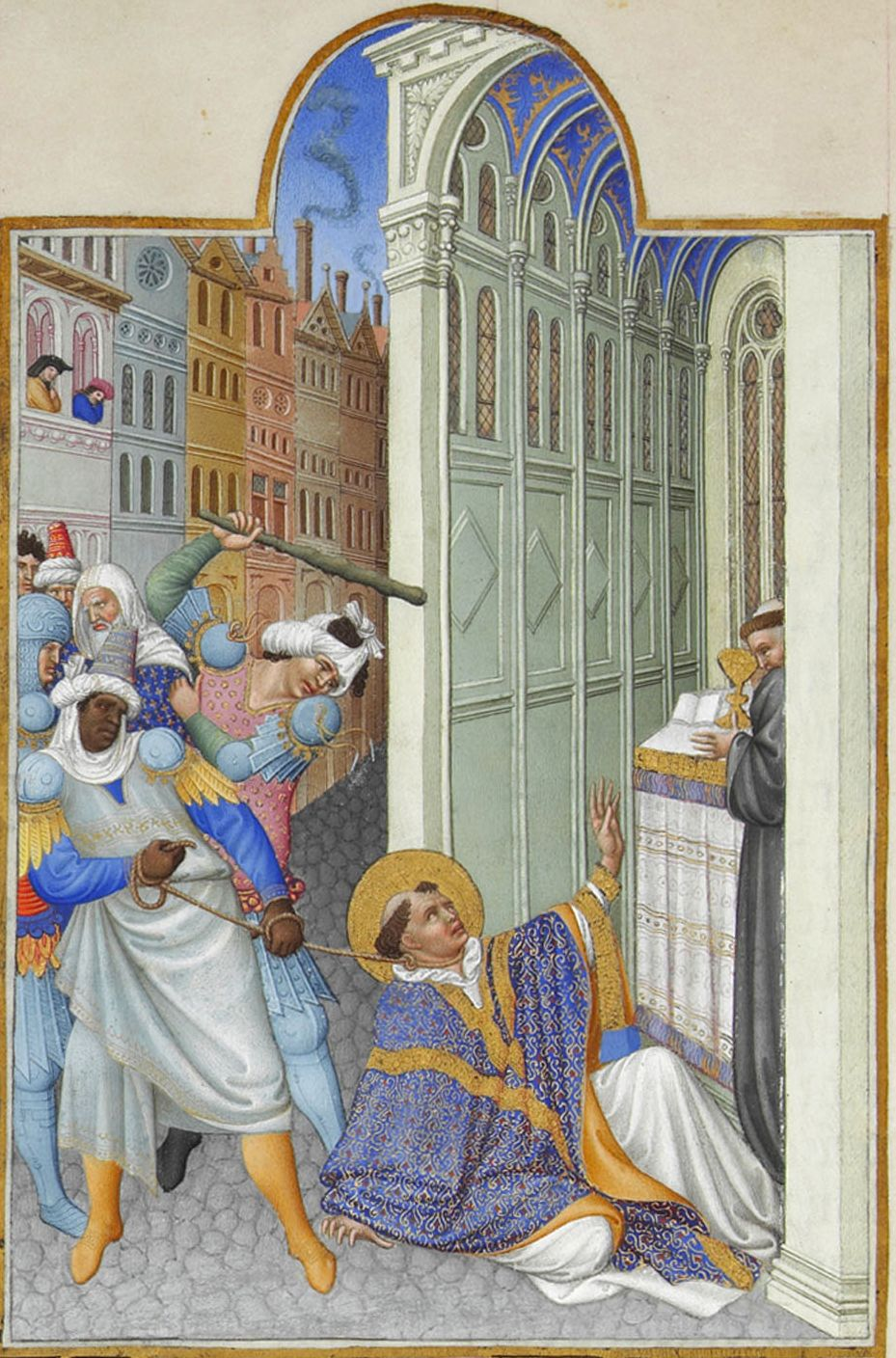
聖馬可受難圖，取自贝里公爵的豪华时祷书，位于尚蒂伊的孔蒂博物馆

17. 1 2 3  H.H. Pope Shenouda III, The Beholder of God Mark the Evangelist Saint and Martyr, Chapter One. Tasbeha.org （页面存档备份，存于）
18. ↑  若20
19. ↑  参见格前6:6；哥4:10；弟后4:11；费24
20. ↑  伯前5:13
21. ↑  H.H. Pope Shenouda III. The Beholder of God Mark the Evangelist Saint and Martyr, Chapter Seven. Tasbeha.org （页面存档备份，存于）
22. 1 2  . Basilicasanmarco.it.   [2010-02-17]. （原始内容存档于2009-09-26）. （页面存档备份，存于）
23. ↑  . Avventure Bellissime – Italy Tours.   [21 November 2012]. （原始内容存档于2013年1月18日）. （页面存档备份，存于）
24. ↑  .   [2014-05-09]. （原始内容存档于2021-01-25）. （页面存档备份，存于）
25. ↑  Okey, Thomas, , London: J. M. Dent & Co., 1904

### 书籍
- Reinhard Lebe. . Stuttgart. 1987.
- Torsten Reiprich. . 2003: 147–163.
- Shenouda III. . 1962.
- Walter Simonis. . Frankfurt. 2004. ISBN 3-631-52463-3.